# 淡红唐松草
淡红唐松草（学名：Thalictrum rubescens），又称南湖唐松草，为毛茛科唐松草属下的一个种。

## 扩展阅读
維基物種上的相關：淡红唐松草